# 3240 Laocoon
3240 Laocoon (1978 VG6) là một thiên thể Troia của Sao Mộc, trong nhóm Troia, được phát hiện ngày 7 tháng 11 năm 1978 bởi Eleanor F. Helin và Schelte J. Bus ở Palomar.